# Aérodrome de São Jorge
L'aérodrome de São Jorge (portugais : Aérodromo de São Jorge) (code IATA : SJZ • code OACI : LPSJ) est le seul aéroport de l'île de São Jorge, situé dans la paroisse civile de Santo Amaro, la municipalité de Velas dans les Açores.
L'aérodrome est sur le bord de la Fajã do Queimado, le long de la côte sud, situé à 6 km au sud-est de Velas et 28 km au nord-ouest de Calheta.

## Situation
| \| 30 km1:1 849 000 \| Ponta Delgada Flores Horta Santa Maria Terceira Pico São Jorge Corvo Graciosa |
| 30 km1:1 849 000                                                                                     |

## Statistiques
Pour des raisons techniques, il est temporairement impossible d'afficher le graphique qui aurait dû être présenté ici.

Voir la requête brute et les sources sur Wikidata.

## Services réguliers
| Compagnies      | Destinations                               |
| --------------- | ------------------------------------------ |
| SATA Air Açores | Ponta Delgada-Jean Paul II, Terceira-Lajes |

Édité le 19/12/2019